# 王裕齡
王裕齡，安徽省和州直隸州含山縣人，清朝政治人物。同進士出身。
光緒二年（1876年），參加丙子恩科會試，得貢士第312名。殿試登進士3甲第13名。同年五月（6月3日），著分六部學習。